# Tout ce que vous aimez sera emporté
Tout ce que vous aimez sera emporté (titre original : All That You Love Will Be Carried Away) est une nouvelle de Stephen King parue tout d'abord en 2001 dans le magazine The New Yorker puis dans le recueil Tout est fatal en 2002.

## Résumé
Un représentant de commerce, dont le hobby consiste à consigner sur un carnet des graffitis de toilettes publiques, s'apprête à se suicider dans une chambre de motel.